# Zona auto-amministrata Pa'O
La zona auto-amministrata Pa'O (in lingua birmana: ပအိုဝ့် ကိုယ်ပိုင်အုပ်ချုပ်ခွင့်ရ ဒေသ, trascrizione IPA: pəʔo̰ kòbàɪɴ ʔoʊʔtɕʰoʊʔ kʰwɪ̰ɴja̰ dèθa̰) è una suddivisione amministrativa di primo livello della Birmania,  come gli Stati e le Regioni del paese. Il territorio di tale zona è situato nel sud-ovest dello Stato Shan e si suddivide nelle tre township di Hopong, di Pinlaung e Hsi Hseng, ed il capoluogo è la Città di Hopong.
La creazione delle zone auto-amministrate del paese era prevista nella nuova Costituzione del 2008, ed è stata ufficializzata con un decreto del 20 agosto 2010. La zona viene auto-amministrata da membri dell'etnia pa'o.